# Entstehung des Münchner Stadtbildes

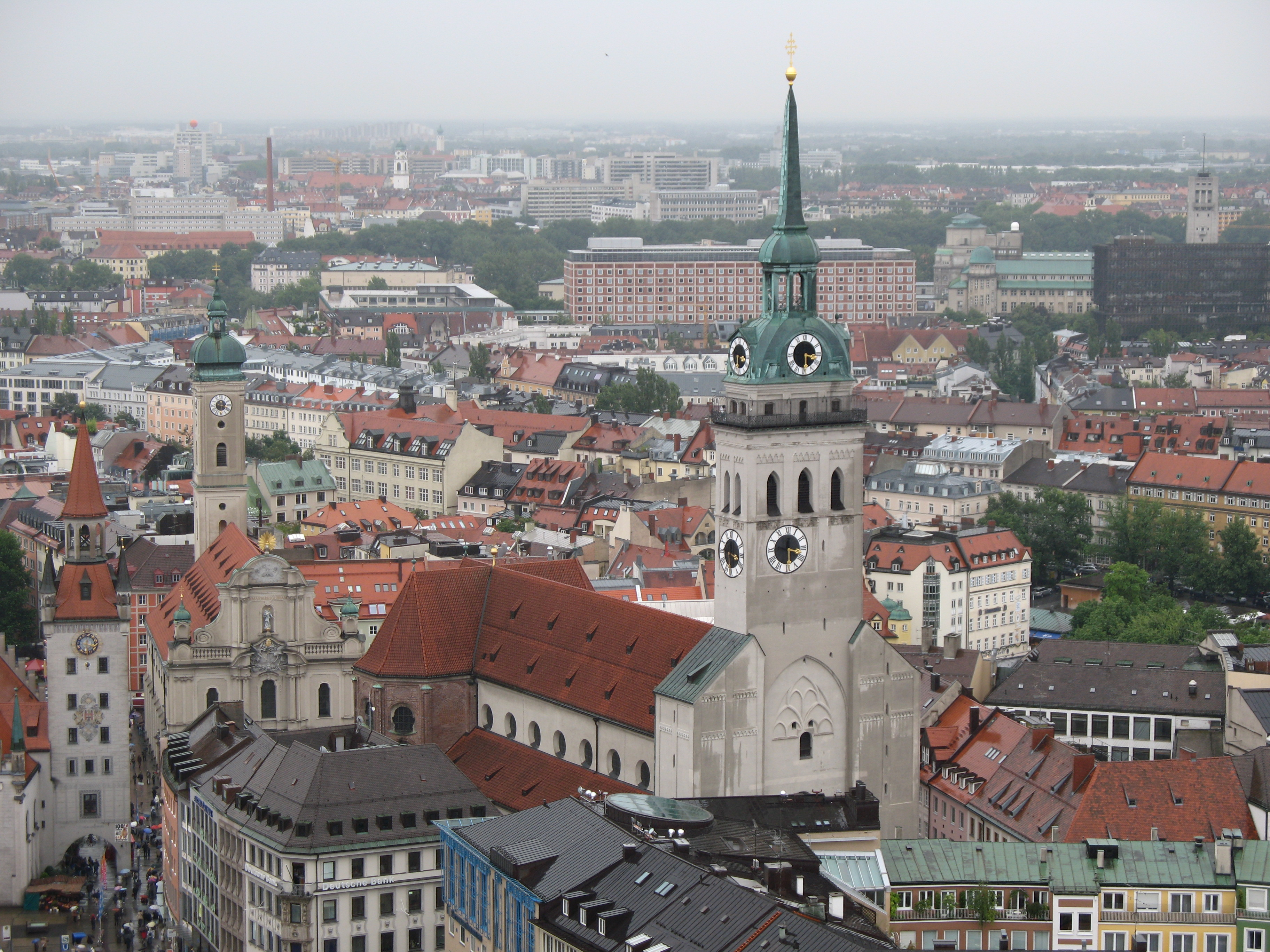
Die Entstehung des Münchner Stadtbildes ist durch vielfältige Bautraditionen und Einflüsse geprägt: Blick vom Zentrum der Münchner Altstadt (Frauenkirche) Richtung Südosten

Die Entstehung des heutigen Stadtbildes der Großstadt München (also ihres besonderen Gepräges durch die Wirkung der Gesamtheit ihrer kulturellen und natürlichen Bestandteile) lässt sich nur teilweise aus der späteren Eingemeindung von ehemaligen Bauerndörfern des früheren Agrarlandes Bayern in einen alten, eher bescheidenen Herzogssitz ableiten. Sie erklärt sich ebenso aus teils außergewöhnlicher Bautätigkeit der ansässigen Herrscher und Regierungsverantwortlichen und einer Mischung an Eingemeindungen von Orten mit ehemaligen Adelssitzen, Herrenhäusern und Schlössern und von Vorstädten und kleineren städtischen Gemeinden, sowie aus der verbreiteten planmäßigen Errichtung großer Wohnsiedlungen und anderer Großbauprojekte. Dabei kommen in München seit langem mit der alten Kernstadt konkurrierende städtische Entwicklungen, drängendes Unterkunftsbedürfnis, einzelne progressive Bemühungen und eine städtebaulich gesehen ins Konservative gehende Einstellung vieler seiner Bewohner zum Tragen. In allen diesen Bereichen gibt es auch Überschneidungen.
Hinweis: Dieser Artikel behandelt die Entstehung des Münchner Stadtbildes, bezogen auf die Gegenwart, in allgemeiner, zusammenfassender Form und unter Einbeziehung der Alltagsarchitektur.
Zu den einzelnen → Sehenswürdigkeiten in München.
Zur chronologischen → Geschichte Münchens.

## Ehemalige Herzogs-, Kaiser- und Königsstadt
Entscheidende ursprüngliche, das gegenwärtige Bild des Stadtinneren prägende Wachstums- und Gestaltungsimpulse hat das 1158 von Herzog Heinrich dem Löwen als Stadt gegründete München während seiner kurzzeitigen Erhöhung zur Kaiser- und später der Erhebung zur Königsstadt erhalten.

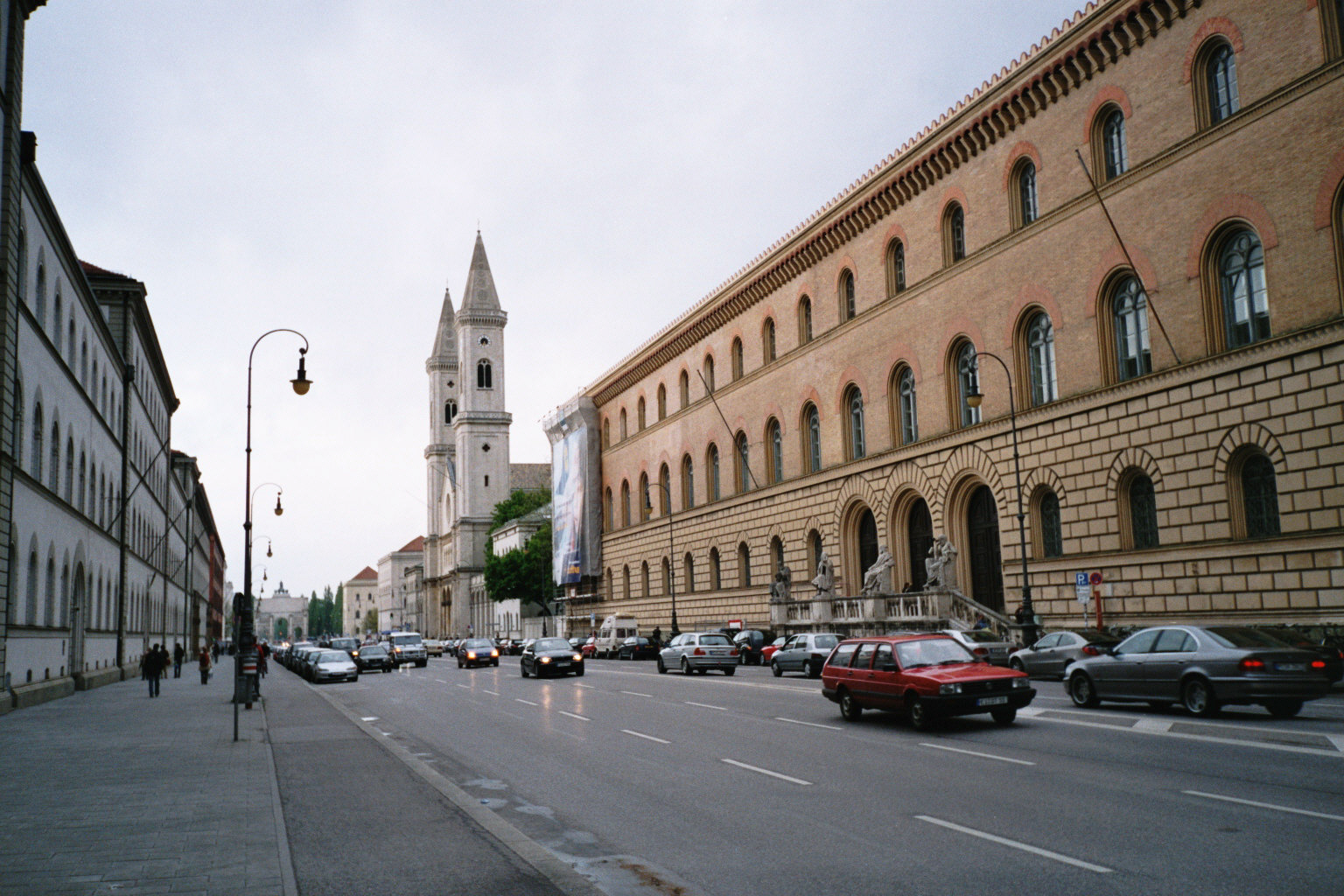
Königliche Bautätigkeit wurde für einen Teil des Münchner Zentrums prägend: Im Bild die Maxvorstadt an der Ludwigstraße (mit Staatsbibliothek, Ludwigskirche, Universität und Siegestor im Hintergrund)

Bereits im Mittelalter (13. Jahrhundert) führte die Regierungszeit des deutschen Kaisers Ludwig der Bayer zu einem für damalige Verhältnisse gewaltigen Ausbau der vormals eher beschaulichen Herzogstadt. Das Stadtgebiet wurde vervielfacht auf den Bereich innerhalb des heutigen Altstadtrings. Die kleine Herzogburg (Alter Hof) wurde wenig später von den erstarkten Wittelsbachern durch den Bau der Neuveste ergänzt und als solche von den nachfolgenden Herrschern bis zur heute bestehenden Residenzanlage beachtlichen Ausmaßes ausgebaut.
Diese mittelalterliche Struktur mit dem Marienplatz als Mittelpunkt prägt das Bild des Zentrums der Stadt München unverkennbar grundsätzlich bis heute, im Einzelnen verändert etwa durch Anpassung der Häuser an unterschiedliche Zeitstile, vor allem durch Herzöge gestiftete Vergrößerungen und Neubauten verschiedener Kirchen (spätgotische Frauenkirche, barocke Theatinerkirche und andere), Schaffung des Viktualienmarktes in Anpassung an die bürgerlichen Marktbedürfnisse im frühen 19. Jahrhundert, und Errichtung des Neuen Rathauses mit dem Glockenspiel, um dem gestiegenen Platzbedarf für die Verwaltung der stark gewachsenen Stadt um 1900 zu entsprechen. Allerdings sind die früheren mittelalterlichen Häuserfassaden und Gässchen nicht zuletzt seit den Kriegszerstörungen des Zweiten Weltkriegs und durch späteren Abriss und Wiederaufbau häufig durch heutige Gebäudeanlagen mit Passagen wie den Fünf Höfen oder dem Kaufinger Tor ersetzt worden.
Insbesondere die Erhebung Münchens zur Königsstadt durch die Schaffung des Königreiches Bayern in seinen noch heute bestehenden großen Ausmaßen zu Beginn des 19. Jahrhunderts hat noch einmal neue beachtliche Bauimpulse für das an Bedeutung und Größe seit dem 18. Jahrhundert zunehmende München gebracht. Und bis zum Ende der Monarchie ab 1918 haben dann die Herrscher und Regierenden Bayerns der Stadt München eine enorme Bautätigkeit mit prunkvollen repräsentativen Straßen, Plätzen und Großbauten angedeihen lassen. Der Umfang Münchens wurde damals Zug um Zug wieder beträchtlich erweitert. Es entstanden in diesem Zeitraum von den Architekten des Königs (Klenze, Gärtner) kunstvoll geplant, entlang der Straßen zu den wichtigen um München gelegenen Orten und Vorstädten (siehe unten, Ausfallstraßen), nacheinander der Max-Joseph-Platz mit dem Königstrakt der Residenz und der Staatsoper, die Max-, Ludwigs- und Isarvorstadt mit dem Odeonsplatz, der Universität und dem Königsplatz, sowie der Ausbau der Achse Maxvorstadt-Bogenhausen mit dem Bayerischen Nationalmuseum, dem Prinzregentenplatz und dem Prinzregententheater. Sie sind alle noch heute Träger des Stadtbildes in der zentralen Innenstadt und haben Münchens Ruf als Kunststadt mitgeprägt.

## Ehemalige Adelssitze, Herrenhäuser und Schlösser

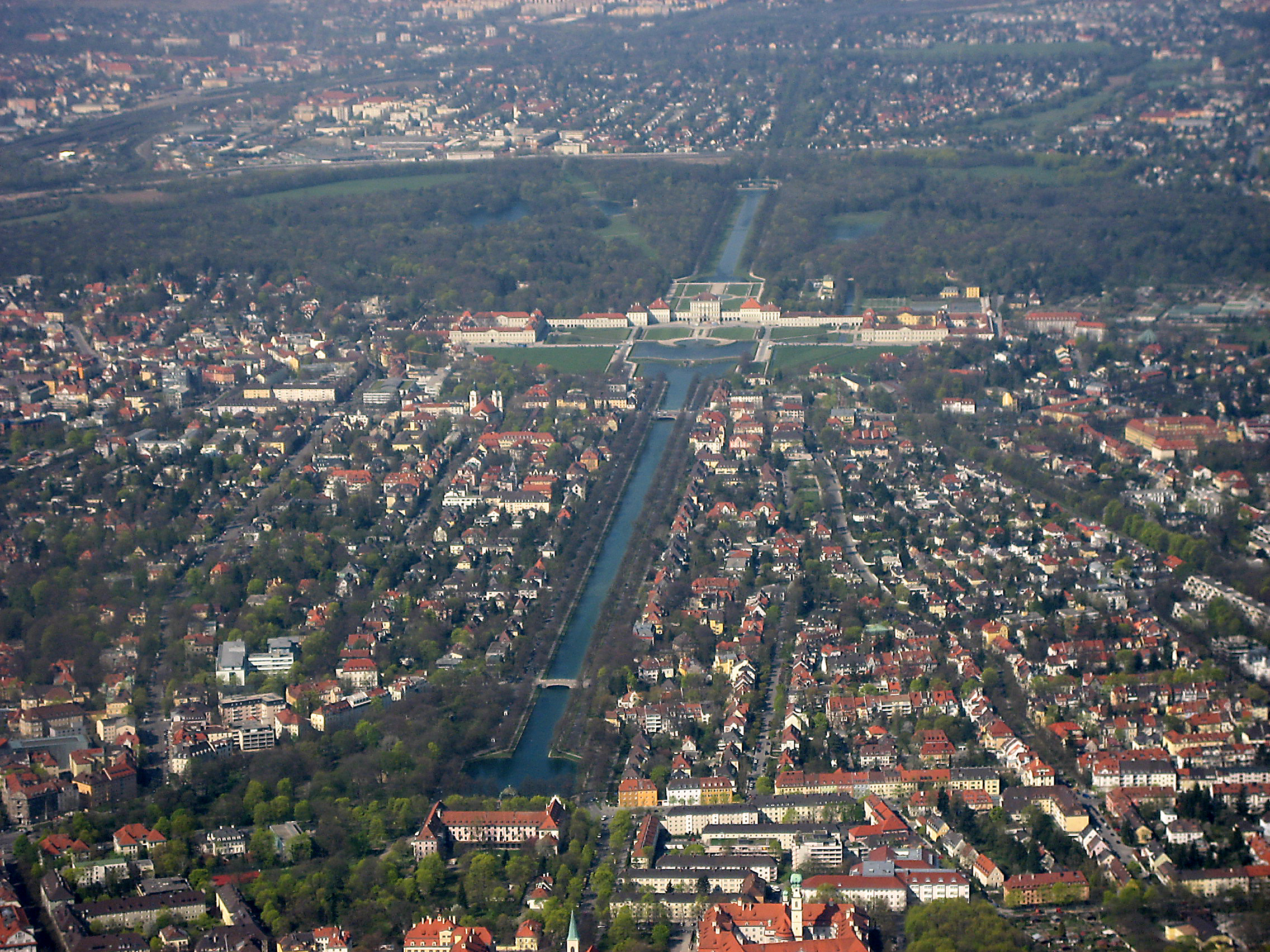
Ein Teil des Münchner Stadtbildes geht auf vormalige Adelssitze zurück. Im Bild das Schloss Nymphenburg mit dem zugehörigen Stadtteil, sowie dem Schlosspark und Teilen von Pasing und Obermenzing im Hintergrund.

Ein nicht unerheblicher Teil der erst viel später nach München eingemeindeten Ansiedlungen vor den Toren der Stadt war schon seit dem 17./18. Jahrhundert in Teilen zu vornehmen Orten geworden – einzelne davon mit vielen Schlössern (Schwabing, Bogenhausen), manche mit Grafen- und anderen Herrensitzen, manchmal mit eigener Gerichtsbarkeit, von den in München ansässigen Landesherzögen verliehen (Bogenhausen, Haidhausen oder auch südliches Sendling und Pasing); im Gegensatz zu reinen Bauerngemeinden besaßen diese damals weit außerhalb Münchens gelegenen Orte also, außer landwirtschaftlichen Höfen, auch Herrenhäuser und andere herrschaftliche Gebäude und waren, ihrer gesellschaftlichen Struktur nach, von dem Neben- und Miteinander manchmal vieler freier und einflussreicher Personen einerseits (Hofbeamte und andere) und einer eigentlichen bäuerlichen, meist weniger bedeutenden Bevölkerung andererseits geprägt. Oder sie hatten gar wie Schwabing schon vor über 200 Jahren ein eigenes geistiges Leben um die dort ansässige vornehme Einwohnerschaft herum. Der auch in der Gegenwart in München spürbare, teilweise überdurchschnittlich deutliche Gegensatz zwischen höher stehenden Bevölkerungsschichten mit üppigem Immobilienbesitz einerseits und ärmeren, teilweise in Wohnungsnot geratenen Menschen, schlägt sich, der alten Tradition entsprechend, bis in die historische Bausubstanz hinein im heutigen Stadtbild nieder: Die teilweise reichen und noblen Orte des 18. und 19. Jahrhunderts, die später zu den heutigen Villenvierteln wurden, sind grundsätzlich geblieben und deutlich im Stadtbild abgesetzt von einfachen Großwohnsiedlungen andernorts, und dem Immobilienbesitz der Nachkommen freier Bauern (siehe unten). Nicht zuletzt hat auch Schwabing mit den später an seinem südlichen Rand angesiedelten Bauten der Universität und der Kunstakademie und mit dem Treiben auf der Leopoldstraße und in ihren Straßenlokalen, seine schon im 18. Jahrhundert eingenommene Rolle als Ort geistvoll gehobenen (vormals höfischen) Lebens auch äußerlich im Stadtbild erkennbar bewahrt.
Durch Baudenkmäler sind Reste der althergebrachten vornehmen und adligen Vergangenheit einstmals eigenständiger Vororte dem heutigen Münchner Stadtbild, in außerhalb des Zentrums gelegenen Stadtvierteln, mit eingeprägt. Dies sind außer den Schlossanlagen der Wittelsbacher (Schloss Nymphenburg, Schloss Fürstenried) etwa das Schloss Suresnes in Schwabing (18. Jhdt.), dann das Fleischerschlösschen als Nachfolgebau des ursprünglichen Grafenschlosses von Montgelas sowie das Höchl-Schlössl in Bogenhausen (frühes 19. Jahrhundert), weiter das ehemals den Grafen von Preysing gehörende Schloss und heutige kirchliche Zentrum in Haidhausen am Ende der Preysingstraße (ab Hausnummer 83, älteste Teile aus dem 18. Jhdt.), sodann die Villa des in den Adelsstand erhobenen Malers Stuck in Bogenhausen bzw. heute Haidhausen (19. Jahrhundert), und überhaupt viele der reichen Villenbauten und mondänen Patrizierhäuser, die oft auf dem Grund der ursprünglichen Schlösser errichtet wurden und die in den früheren (teilweise) vornehmen Orten und heutigen Stadtvierteln wie Schwabing, Bogenhausen, Haidhausen und Nymphenburg auffallen und in offiziellen Listen aufgeführt sind.
Gleichzeitig haben sich auch noch in der heutigen Münchner Innenstadt einzelne auffällige Reste der Gebäude einer bäuerlichen Bevölkerung aus dem 18./19. Jahrhundert in den vornehm überprägten Ansiedlungen erhalten, wie die denkmalgeschützten Landhäuser unweit des Schlosses Suresnes in Schwabing (zum Beispiel in der Gunezrainerstraße) oder der Kriechbaumhof nahe dem ehemals gräflichen Anwesen in Haidhausen (in der Preysingstraße). Allerdings zeugen genau dort auch alte, bis auf das 18. Jahrhundert zurückgehende Kleinhäuser von bereits damals vorstädtischer Bebauung weit vor den Toren der damaligen Stadt München und stehen in diesen heutigen Stadtteilen für eine schon lange vor der Eingemeindung nach München eingetretene (sub)urbane Tradition und Kontinuität (ebenfalls Gunezrainerstraße und Preysingstraße, siehe unten).

## Bedeutende frühere kleinstädtische Orte und Vorstädte

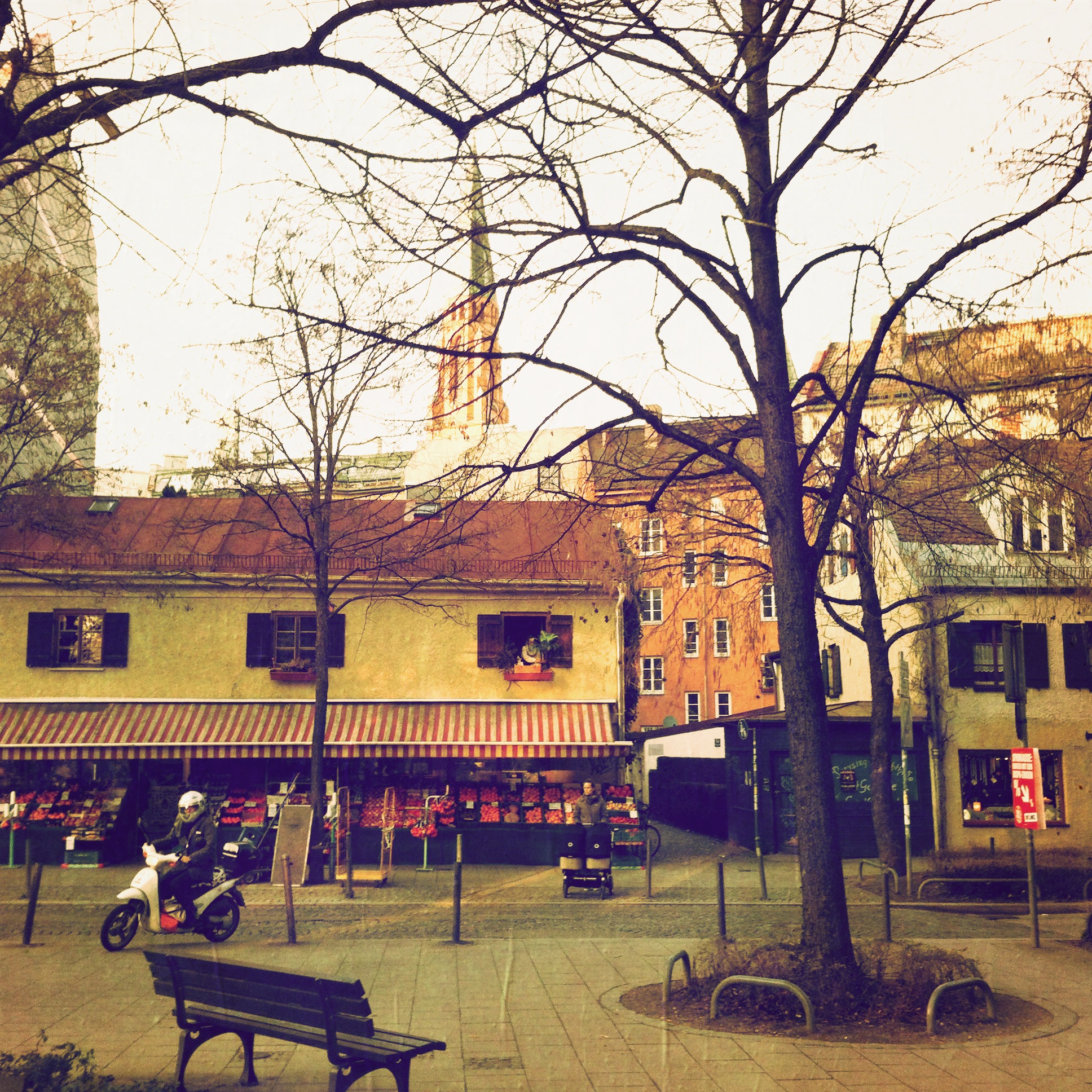
Im heutigen Straßenbild vorhandene Zeugen dafür, dass es schon seit dem 18. Jahrhundert verbreitet suburbane Besiedlung um München herum gab: Alte Vorstadthäuser in der Preysingstraße

Außer planmäßig angelegten „Vorstädten“ der Königsstadt gab es schon lange zuvor andere bedeutende, später eingemeindete Orte im Umkreis Münchens, die seit dem Ende des 18. Jahrhunderts gelegentlich auch zu eigentlichen Städten (mit Stadtrecht) aufstiegen. Sie waren von Haus aus nicht rein bäuerlich geprägt, sondern trugen teilweise mehr einen gewissen bürgerlichen oder besonderen aristokratischen suburbanen Charakter. Nachwirkungen davon sind bis heute im Stadtbild Münchens vielfach erkennbar und lassen eine gewisse städtebauliche Kontinuität und Traditionsverbundenheit durchscheinen.
So war schon im Mittelalter außerhalb Münchens am östlichen Isarufer Lehm abgebaut und zu Ziegeln verarbeitet worden. In der Folge siedelten hier seit damals vor allem immer mehr arme Handwerker und Arbeiter (Tagelöhner), die teilweise auch in München arbeiteten. Reste ihrer nicht-bäuerlichen Siedlung, deren architektonische Linien die typische städtische Struktur Haidhausens bis in die Gegenwart mitprägen, fallen heute besonders An der Kreppe und in der Kirchen-, Milch- und Preysingstraße auf.
Südlich davon, in der Au, hatten sich ebenfalls, seit etwa 1600, Handwerker niedergelassen; zeitweise existierte hier im 18. Jahrhundert eine Manufaktur, neben einzelnen zuvor errichteten Lustschlössern und mehreren Klöstern. Au (ab 1796 Markt, ab 1808 eigenständige Stadt) wurde im ersten Drittel des 19. Jahrhunderts Sitz des Münchner Landgerichtes (Vorläufer des heutigen Landratsamtes).

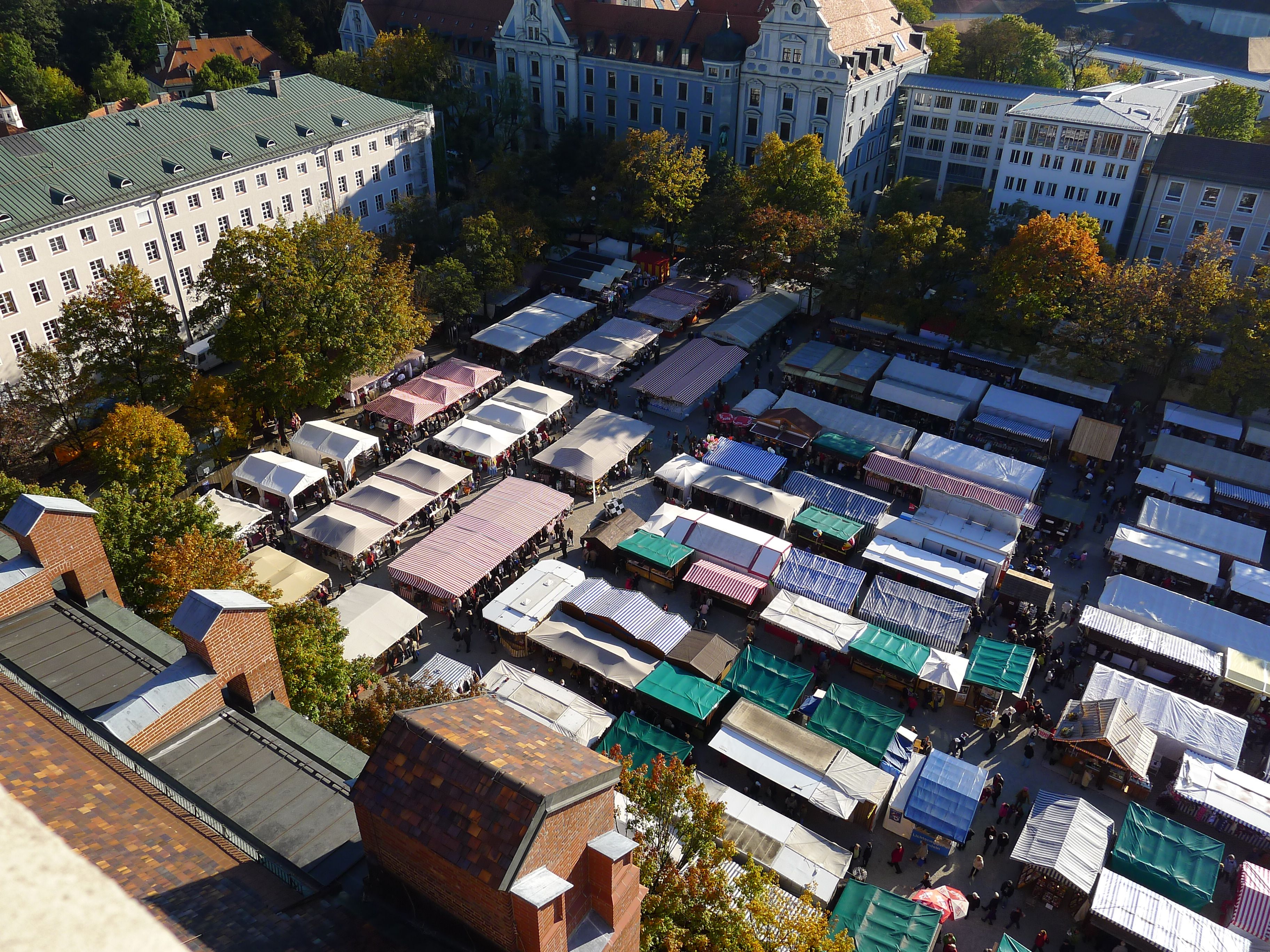
Der Mariahilfplatz (während einer der Dulten, vom Turm der Mariahilfkirche aus gesehen), der vor der Eingemeindung das Zentrum der selbstständigen Stadt Au gewesen war

Mit Au und Haidhausen wurde dann in der zweiten Hälfte des 19. Jahrhunderts eine Stadt und vorstädtische Siedlung mit spezifischer urbaner Baustruktur nach München eingemeindet, die einige Zeit gewissermaßen konkurrierend zu München gestanden hatte (zum Beispiel im „Bäckerkrieg“). Von da herrührend stellt der aus der Zeit der Eigenständigkeit der Au stammende imposante Mariahilfplatz noch immer sichtbar ein eigenes historisches städtisches Zentrum innerhalb Münchens, außer dem Marienplatz, dar (mit der Mariahilfkirche, den jährlich mehrmals stattfindenden Dulten und den stattlichen Gebäuden des Landratsamtes und anderer kirchlicher und öffentlicher Einrichtungen). Mit dem Bild schlichter Jahrmarktsbuden und Angebots-Verkaufsstände zur Dult-Zeit repräsentiert er dabei die alte Tradition der im Vergleich zum ursprünglichen München (Marienplatz, Fußgängerzone) ärmeren Au.
Bemerkenswert ist auch der uralte Ort Sendling. Mit seinen bis in die Neuzeit mächtigen freien Bauern (freien Herren), insbesondere dem bis 1500 bedeutenden Geschlecht der Sendlinger, war er jahrhundertelang in einem machtvollen, aber zwiespältigen Wechselverhältnis zu München gestanden (Sendlinger im Münchner Magistrat, Aufnahme des aus München geflohenen Bürgermeisters). Nachdem dann im Jahre 1705, nach dem Aufstand gegen die damaligen österreichischen Besatzer (Sendlinger Mordweihnacht), der Ort von kaiserlichen Truppen verheert worden war, begannen hier noch im 18. Jahrhundert Münchner Patrizier an zentraler Stelle Häuser zu errichten, die schon ab Mitte des 19. Jahrhunderts, etwa in der Plinganserstraße, immer mehr repräsentativen Stadtbauten entsprachen. Zum Teil über 200 Jahre alt, prägen sie diesen Stadtteil stellenweise mit, wodurch neben dem Stemmerhof als Zeugnis der Nachfahren mächtiger freier Bauern und einer Vielzahl prächtiger Gründerzeitbauten, hier auch eine schon ältere suburbane Tradition im Stadtbild sichtbar wird.
Untypisch und ursprünglich gezielt als eine Art Neu- und Residenzstadt geplant und im 18. Jahrhundert zu bauen begonnen wurde die Villenansiedlung um das Schloss Nymphenburg, in der schon in der Frühzeit reges Leben herrschte. Sie hat sich lange Zeit (erst 1899 eingemeindet) selbstständig vor den Toren Münchens entwickelt. Das heute noch vorhandene weitläufige dem berühmten Schloss vorgelagerte (nördliche und südliche) Schlossrondell, daran anknüpfend errichtete repräsentative Häuserzeilen aus dem 18./19. Jahrhundert entlang der Auffahrtsallee und das von vielen Villen geprägte noble Stadtbild des heutigen gleichnamigen Münchner Stadtteils, verweisen auf diese vornehme Entstehung aus einer kurfürstlichen Gründung heraus. Beim oder im baulich ausgefallenen Schlossrondell befindliche Schulen (Maria Ward), Dienstleister und Betriebe wie die Siemens-Stiftung und die Nymphenburger Porzellanmanufaktur stehen hier für eine gewisse exklusive Fortführung der ursprünglichen kurfürstlichen Bauidee mit einer anfänglich höfischen Tradition gesellschaftlichen Lebens.
Aus einem alten Herrensitz entstanden und durch industrielle Bestrebungen entwickelt, war bis zum Beginn des 20. Jahrhunderts Pasing im Westen Münchens rasant zu einer eigenständigen Stadt beachtlicher Größe und teilweise gesamtbayerischer Bedeutung aufgestiegen (Lehrerbildungsanstalt Pasing); bis es – dann bereits unmittelbar an München angrenzend – 1938 schließlich nach München eingemeindet wurde. Typische Merkmale einer historisch selbstständigen, gewachsenen Stadt und dementsprechendes quirliges Leben prägen bis heute das Bild dieses Münchner Stadtteils: eigener Stadtkern mit traditionellen Plätzen und Märkten (Pasinger Marienplatz, Bahnhofsvorplatz und Pasinger Viktualienmarkt), zentral darauf zulaufende Straßen, repräsentative Gründerzeitbauten, großer Fernbahnhof.

## Ausfallstraßen

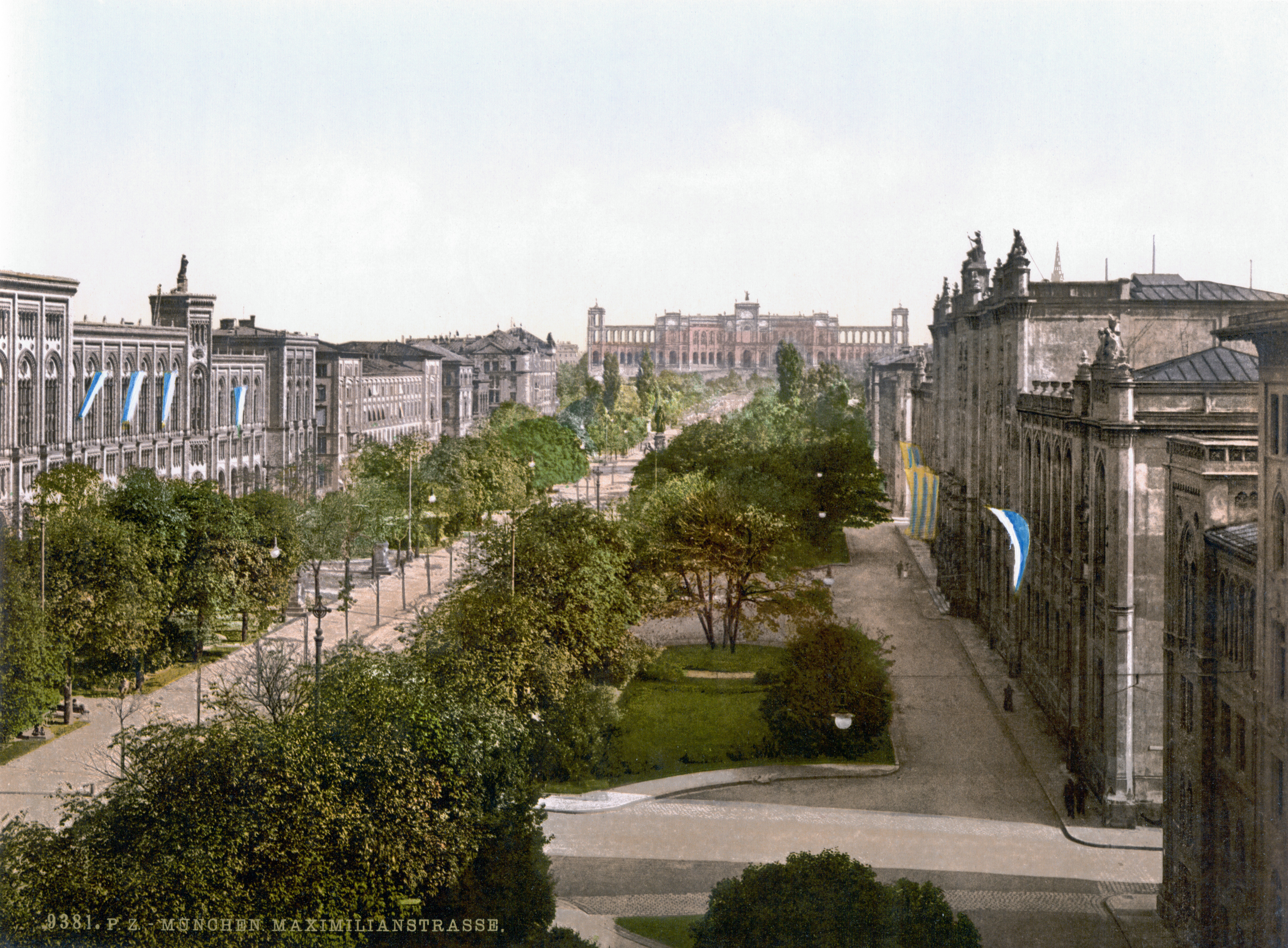
Die Maximilianstraße, einstmals königliche Prachtstraße, mit dem Maximilianeum in Haidhausen als Fluchtpunkt, wie sie heute noch besteht (historische Aufnahme)

Wie in anderen Städten auch (z. B. Champs Elysées in Paris, Kurfürstendamm in Berlin) entstanden zu den Münchner Vorstädten und den ausgebauten Orten mit Adelssitzen, Herrenhäusern und Schlössern im Umland große Ausfallstraßen, die teilweise später zu repräsentativen Prachtstraßen und besonders wichtigen Verkehrsadern ausgebaut wurden. Sie sind, auch zusammen mit ihren natürlichen Verlängerungen in die Außengebiete, heute für das Stadtbild Münchens sehr prägend. Bedeutend sind unter anderem: Die Ludwig- und Leopoldstraße nach Schwabing, die Brienner und Nymphenburger Straße nach Nymphenburg, die Maximilianstraße nach Haidhausen, die Lindwurmstraße nach Sendling, die Prinzregentenstraße nach Bogenhausen und die im Stadtteil Laim zur Avenue mit eigenen Anliegerfahrbahnen als Allee ausgebaute Landsberger Straße nach Pasing.
Zwar im engeren Sinne keine Ausfallstraße, aber als großer innerstädtischer Straßenzug bedeutsam und im klassischen Sinne als Boulevard zu bezeichnen, sind die Sonnenstraße und der über den Lenbachplatz daran angeschlossene Maximiliansplatz, die im 19. Jahrhundert entlang der Linie der alten Stadtbegrenzung im Bereich der westlichen Wallanlagen des 18. Jahrhunderts errichtet wurden und eine Verbindung der Ausfallstraßen Lindwurmstraße, Brienner Straße und Ludwigstraße darstellen.

## Reste bäuerlicher und Zeugen industrieller Siedlungen
Eine Reihe der später nach München eingemeindeten Orte waren vor allem Ansiedlungen freier Bauern, die sich als Herren verstanden, mit zum Teil sehr stattlichen Gehöften.

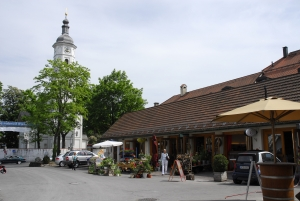
Reste dörflicher Strukturen mitten im heutigen München: hier der Stemmerhof

Einige solcher Bauernhäuser stehen bis heute als architektonischer Kontrast zur sonstigen Bebauung in der Stadt München. Neben den oben genannten in den mehr vorstädtisch geprägten Orten Sendling und Haidhausen sind dies insbesondere solche in den heutigen Stadtrandvierteln wie Perlach, Obermenzing (zum Beispiel der Weichandhof) und Daglfing; von einzelnen aus wird bis in die Gegenwart Landwirtschaft betrieben. Andere, besonders solche im heutigen Innenstadtbereich wie der Stemmerhof in Sendling oder die Höfe in der Gunezrainerstraße in Schwabing, sind längst umfunktioniert und dienen als Wohnhäuser, Handwerksbetriebe oder Läden.
Manchmal hat sich ein Rest von Dorfidyll der alten Siedlungsstrukturen zumindest teilweise erhalten, wie etwa in Aubing, Ramersdorf oder Perlach. Dabei sind diese alten Dorfkerne mit Kirche an zentraler Stelle, zum Teil heute kontrastreich in nächster Nähe von mondänen Stadtbauten, modernen Wohnsiedlungen oder sogar Hochhauszeilen umgeben und manchmal von mehrspurigen Hauptverkehrsstraßen eingerahmt (zum Beispiel Ramersdorf). Die ehemaligen freien Bauern haben ihren Grund mit Haus und Hof oft bis in die Gegenwart erhalten und verleihen damit manchen Stellen im Stadtbild Münchens ein sehr spezifisches Kolorit.
Allerdings suchte sich ab der Mitte des 19. Jahrhunderts, meist noch vor der Eingemeindung nach München, das Industriekapital nicht zuletzt gerade auch den frei gebliebenen Grund und Boden im weiteren Umkreis Münchens um bäuerliche Ansiedlungen herum. Unter anderem in Milbertshofen (BMW, Knorr-Bremse u. a.), Allach (Krauss-Maffei) oder Obersendling (Siemens) wurden ab dem 19. Jahrhundert große Industrieanlagen gebaut. Deren Nachfolgebauten bestehen meist bis auf den heutigen Tag und verleihen nicht zuletzt vor allem dem Norden Münchens ein teilweise traditionelles, oft progressives, aber deutlich industriegeprägtes Bild (zum Beispiel als Denkmal gelistete Industriebauten in Milbertshofen). Um diese Industrieviertel herum entstanden teilweise wiederum Wohnsiedlungen für deren Beschäftigte (siehe unten).

## Gründerzeitbauten

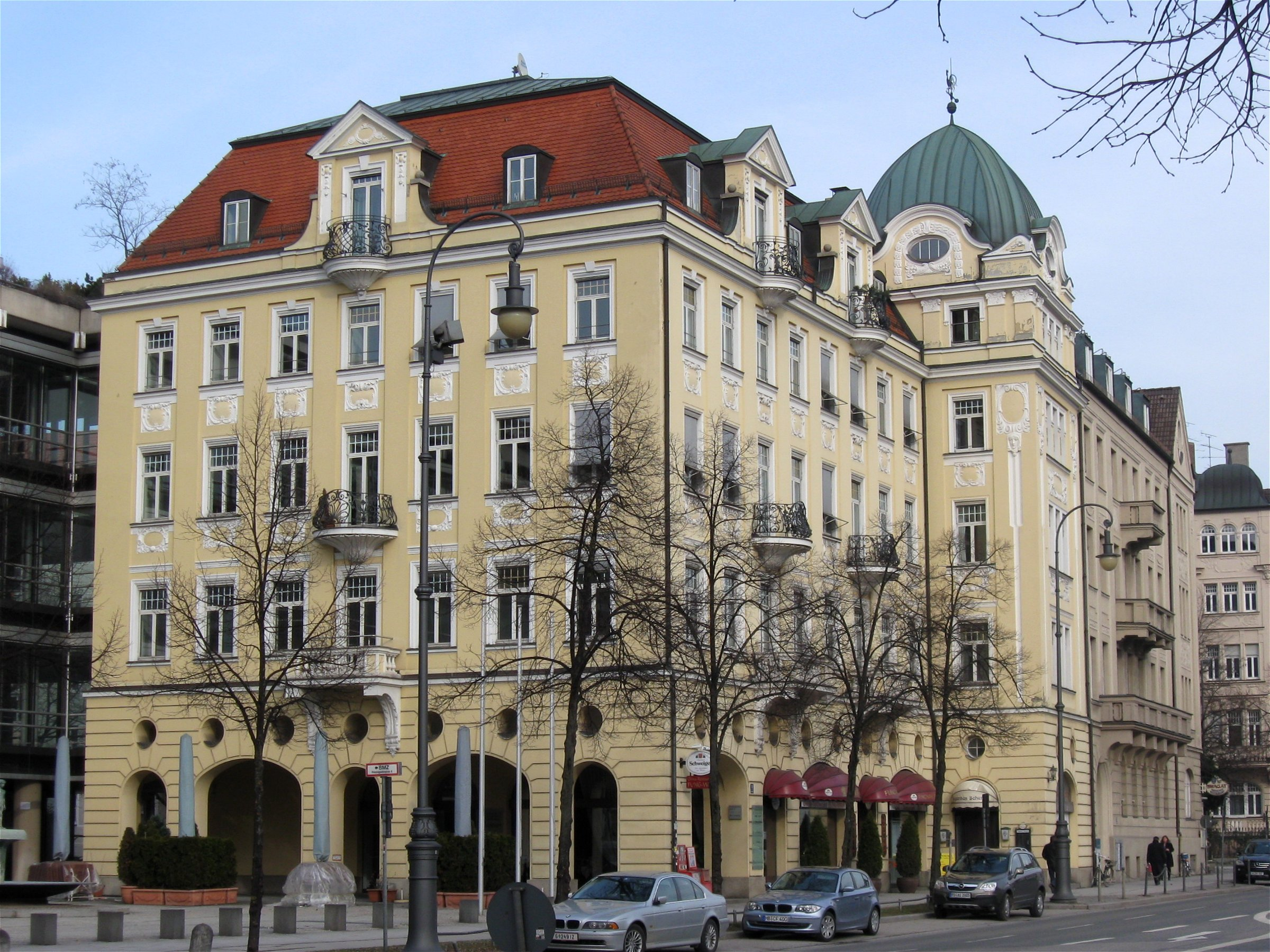
Prunkvolle Gründerzeitbauten am Prinzregentenplatz

Der Sieg über Frankreich und die Ausrufung des deutschen Kaiserreiches löste in der zweiten Hälfte des 19. Jahrhunderts einen großen Bauboom mit prächtigen Bürgerhäusern aus und verwandelte auch das Gesicht Münchens zusehends (Gründerzeit). Außer den Prachtbauten der Königsstadt München und den Villenbebauungen (siehe oben), erhielten viele der eingemeindeten vornehmen Orte und Vorstädte von Sendling bis Schwabing und vom Westend bis zum Ostbahnhof und darüber hinaus ein solches bis heute vorhandenes mondänes Gepräge. Unzählige solcher Bauten sind in der Liste der Baudenkmäler in München aufgeführt. Dabei wuchs die Stadt auch teilweise weiter nach außen; Gebiete, wie das nahe dem Ostbahnhof gelegene Franzosenviertel, erhielten erst ihre heutige städtische Verdichtung. Und viele damals noch eigenständige Orte und Städte wie Schwabing, Bogenhausen oder Pasing machten diesen Trend zur großen mondänen Blockrandbebauung der Gründerzeit teilweise bereits vor ihrer Eingemeindung mit (vgl. Liste der Baudenkmäler in München). Dieser Baustil prägt heute noch weite Teile des Stadtbildes der gesamten Münchner Innenstadt.

## Fortgesetzter Bau von Wohnsiedlungen

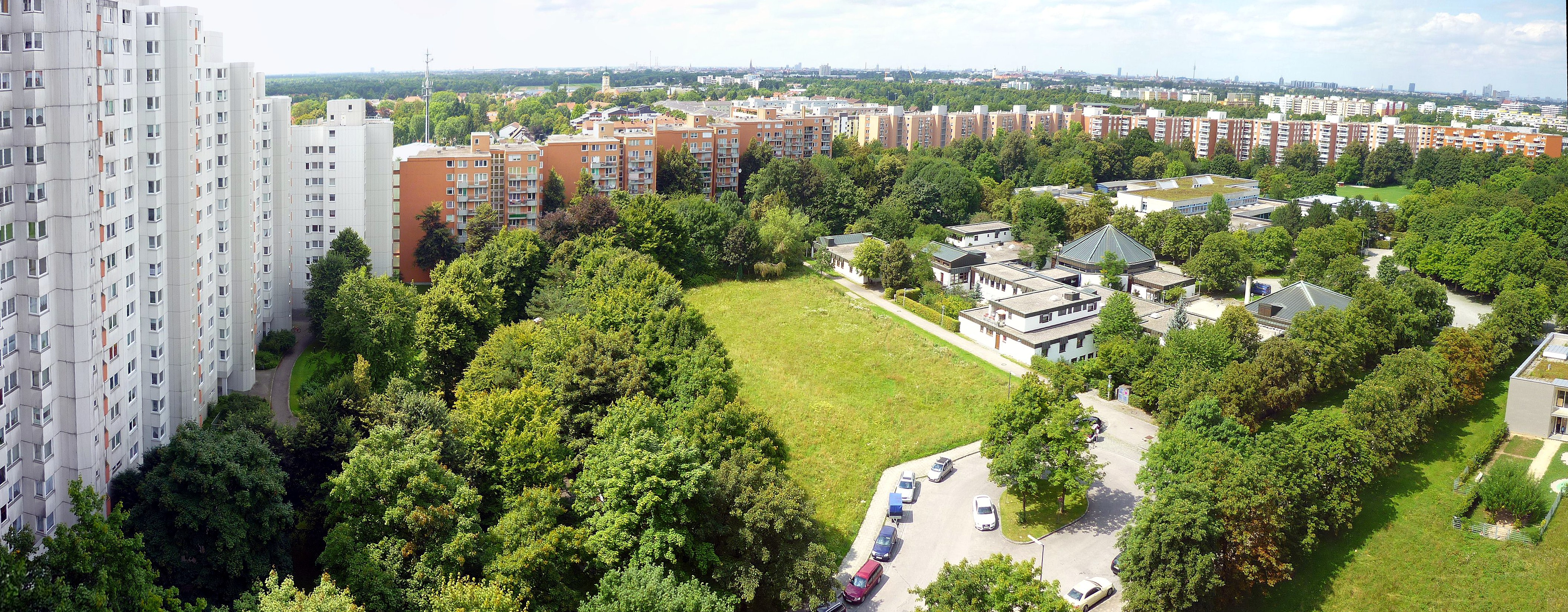
Großwohnsiedlungen und Wohnhochhäuser und das Bemühen um viel Grün prägen heute das Stadtbild Münchens vielerorts entscheidend mit (im Bild Neuperlach)

Immer wieder suchten Menschen, die an den angestammten Orten keine Bleibe für sich in München finden konnten, Ausweichquartiere. Dies war bereits einer der Auslöser zur Entstehung der kleinstadtartigen Strukturen mit Herbergen in Haidhausen in früher historischer Zeit gewesen. Jahrhunderte später wurden am Anfang des 20. Jahrhunderts Wohnbauviertel für ärmere Bevölkerungsschichten wie das in der Alten Heide geschaffen, nicht viel später solche wie die in Berg am Laim (1920er Jahre), die Siedlungen Harthof und Am Hart (1930er Jahre) und später am Hasenbergl (1950er und 1960er Jahre) errichtet. Die späten 1960er, die 1970er und die 1980er Jahre sahen den Aufbau der Trabantensiedlungen in Neuperlach, teilweise in Aubing und sogar außerhalb der Stadt im Vorort Taufkirchen usw., außerdem die Errichtung des Olympischen Dorfes. In den 1990er Jahren und seit der Jahrtausendwende wurde dann vor allem die Messestadt Riem und seit einigen Jahren die Neubebauung in Freiham errichtet.
Außer der historischen Bebauung in Haidhausen und Au, sind alle diese Siedlungen große am Reißbrett entworfene Projekte, mit zum Teil als sehr eintönig empfundener Architektur mit vielstöckigen Hochhäusern. Auch sie prägen das Münchner Stadtbild – nicht nur in den Außenbereichen – als starker Gegensatz zu der traditionell im Stadtkern eher prachtvoll mondänen Bebauung Münchens seit langem mit.

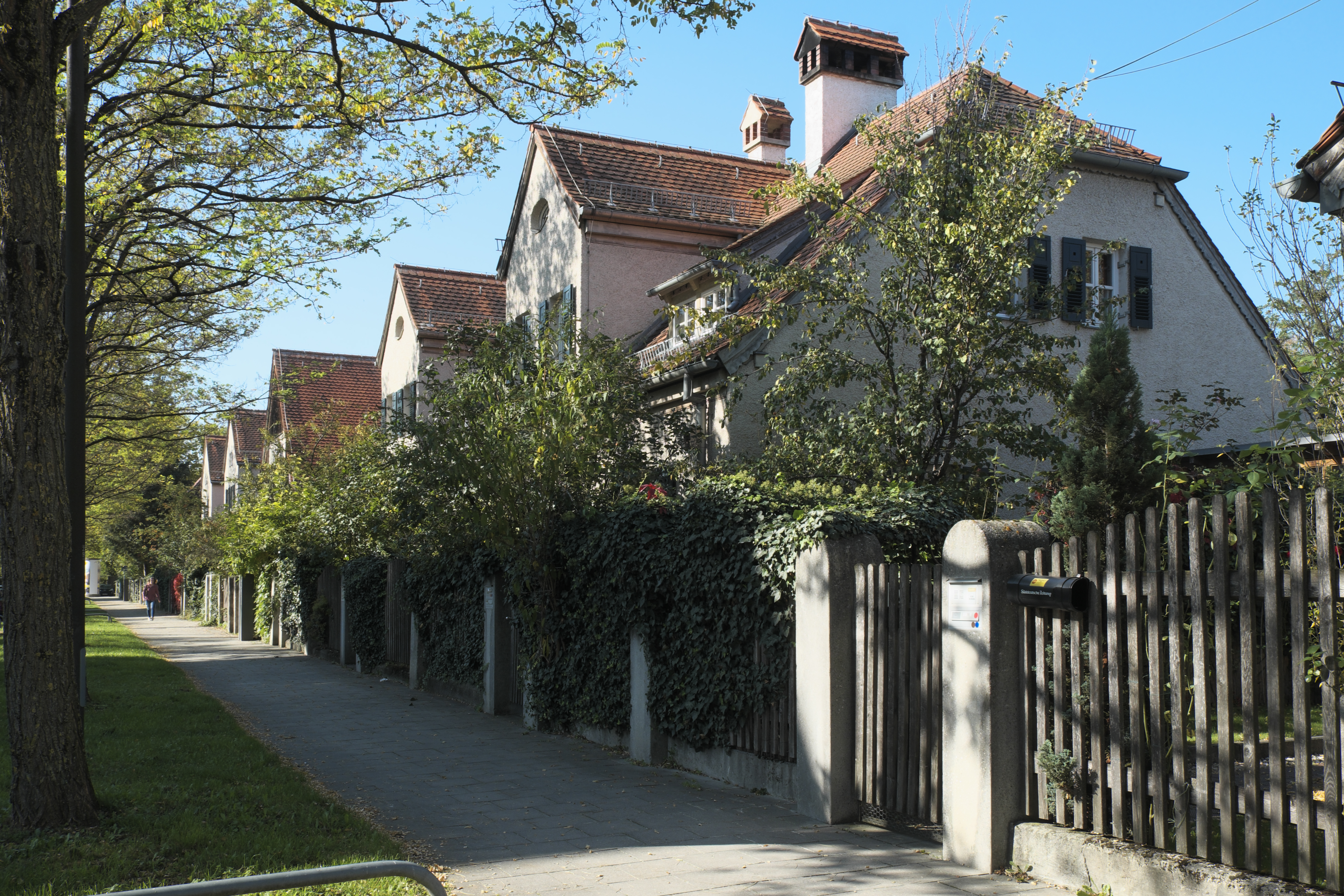
Wohnungsknappheit und Siedlungsbau haben in München eine lange Tradition. Im Bild eine Straße in der Barbarasiedlung im Norden der Stadt

Dennoch gibt es auch am Reißbrett entworfene Großsiedlungen in München, die gehobenen Ansprüchen genügen sollen. Als Prototyp kann das vom damaligen Kurfürsten für Hofbeamte errichtete Schlossrondell in Nymphenburg gelten (siehe oben). Zu Beginn des 20. Jahrhunderts wurde dann die Borstei als qualitativ hochwertige Siedlung für das gehobene Bürgertum geschaffen. In neuerer Zeit waren es vor allem die Siedlungen Arabellapark, Cosimapark, Theresienhöhe und Parkstadt Bogenhausen, die dem nachkommen sollten und die hauptsächlich direkt neben dem traditionell gehobenen Viertel Bogenhausen gelegen sind und das Münchner Stadtbild teils eher progressiv (Arabellapark), teils eher konservativ (Parkstadt Bogenhausen) beeinflussen.
Einen erheblichen Anteil am Stadtbild Münchens haben über die historisch gewachsenen Villenviertel (wie Nymphenburg und Bogenhausen) hinaus schon seit vor 1900 große gartenstadtähnliche Eigenheimsiedlungen, angefangen bei den Villenkolonien I und II und in Gern, mit ursprünglichen Tendenzen, den Eigenheimbau mit hohem bürgerlich-künstlerischem Anspruch städtebaulich zu planen und zu verwirklichen, über die noch vor den Toren Münchens gelegene Gartenstadt Neubiberg mit Beginn des 20. Jahrhunderts, bis hin zu ausgedehnten Eigenheim- und Reihenhaussiedlungen neuerer Zeit in Feldmoching, Trudering oder Johanneskirchen.

## Hochhäuser und moderne Architektur

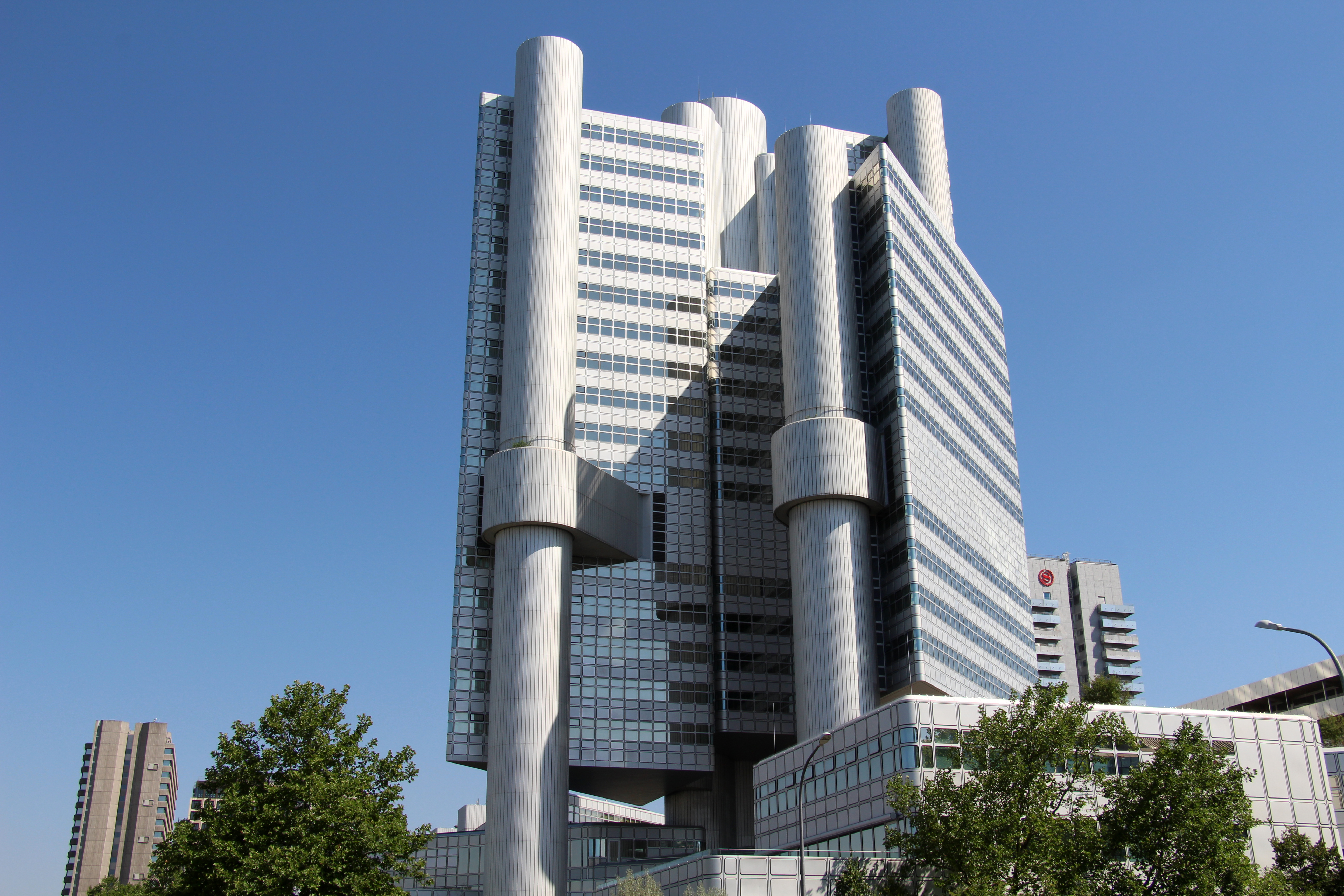
HVB Tower (1981)

Im Vergleich zu anderen Großstädten neigt München seit dem 19. Jahrhundert, mit seiner verbreiteten Villenbebauung und einer selbst im Kern des Innenstadtbereichs fünf Stockwerke selten übersteigenden Häuserhöhe, grundsätzlich zu eher niedriger Bebauung, die in Außenbereichen teilweise den einzelnen noch vorhandenen Bauernanwesen entspricht. Dies schränkt aber nicht die mit 4.777 Einwohner/km² [2019] im deutschen Vergleich höchste Besiedlungsdichte ein. Lange war es gebräuchlich, keine Gebäude zuzulassen, die die Höhe des Westturms der Frauenkirche (99 m) übersteigen würden: Das lange Zeit höchste moderne Hochhaus der Nachkriegszeit, der BMW-Vierzylinder, hat genau diese Höhe. Ein Bürgerentscheid aus dem Jahre 2004, der diesen Grundsatz bestätigte, zeigte eine konservative Einstellung breiter Bevölkerungsschichten und bis heute gibt es auf dem Grund der bayerischen Landeshauptstadt nur wenige wirklich hohe Hochhäuser (neben dem BMW-Hochhaus die Gebäude im Arabellapark, in der Parkstadt Schwabing, der HVB Tower, das SV-Hochhaus und das Hochhaus Uptown von denen nur fünf die Hundertmetergrenze, teils nur knapp, überschreiten). Das Münchner Stadtbild weist dadurch in seiner Skyline kaum herausragende Spitzen auf.
Einen ebenfalls eher geringen Stellenwert haben folgerichtig regelrecht progressive architektonische Gestaltungselemente in München. Wo sie aber – vor allem verbunden mit dem Sport – auftreten, insbesondere im Olympiapark und in der Allianz Arena, stehen sie an großen Verkehrsadern, vor allem dem Mittleren Ring und der Autobahn A 9, weithin sichtbar in den Sichtachsen und stehen im Stadtbild eher exotisch darinnen.

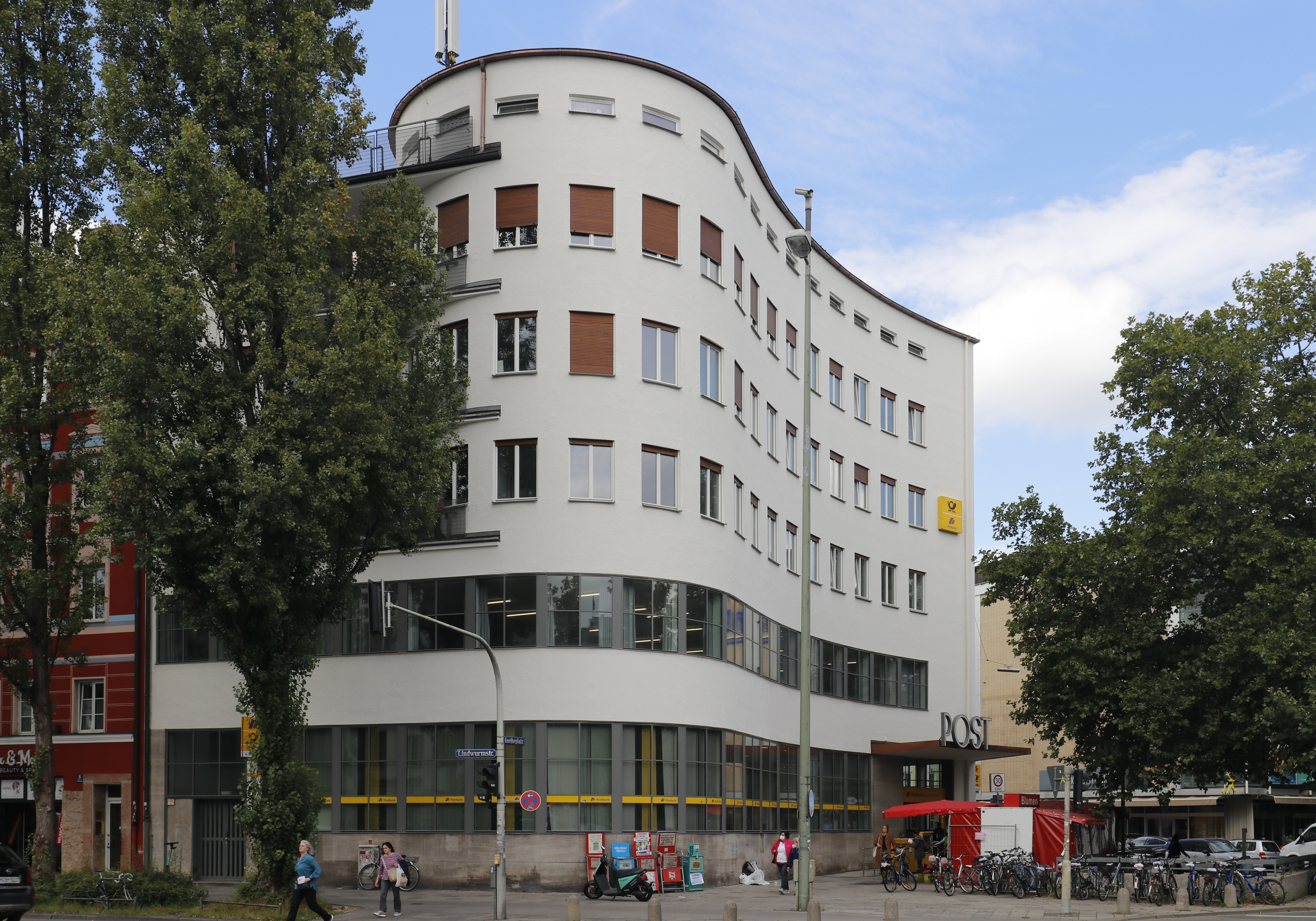
Postamt und Wohngebäude am Goetheplatz (1932)

Neues Bauen der 1920er und 1930er Jahre, mit seinem schlichteren innovativen Stil, hat nur an einzelnen Stellen im Stadtgebiet Münchens verteilt qualitätvolle Spuren im Stadtbild hinterlassen (etwa die Postämter am Goetheplatz und am Harras).
Besonders seit dem ausgehenden 20. Jahrhundert ist aber mit dem Strukturwandel hin zur Dienstleistungs- und Informationsgesellschaft der Bedarf unter anderem an Büroraum gerade auch in München mit seiner starken Finanz- und Medienindustrie und seinen vielen Hochschul- und Forschungsinstitutionen drängender geworden. So entstanden, entweder als Nachfolgebauten älterer Gebäude oder in noch vorhandenen Baulücken, über die Stadt verteilt, außer den wenigen Hochhaustürmen, große, mehr in die Breite gehende, auffällige Bürobauten und Gebäudekomplexe, angefangen von den Verwaltungsgebäuden der städtischen Schul- und Umwelt-Referate in der Bayerstraße 28 und der Münchner Rück (mit überdimensionaler Statue Walking Man) in Schwabing, über die Filmhochschule und das Europäische Patentamt im Zentrum, bis hin zum Technischen Rathaus und dem Telekom Center München hinter dem Ostbahnhof. Ähnliche Einfärbungen hat München im Stadtbild in den vergangenen Jahrzehnten teilweise als Regierungssitz (Bayerische Staatskanzlei), Kunststadt (Pinakothek der Moderne, Museum Brandhorst) und Messestandort (Messe München) erhalten. Obwohl diese Gebäude nicht sehr hoch sind, nehmen sie sehr viel Raum ein und prägen das Stadtbild nicht unerheblich mit.
Weithin mitprägend für das heutige Stadtbild ist auch der nach den Kriegszerstörungen des Zweiten Weltkriegs und durch die Flüchtlingsströme nach München ausgelöste Bauboom der 1950er bis 1970er Jahre. Typische Bauwerke dieser Zeit finden sich überall im Stadtgebiet verteilt, einige davon auffällig, wie etwa die Hochhäuser in der Fürstenrieder, Ecke Agnes-Bernauer-Straße in Laim, das Schwesternwohnheim am Rotkreuzplatz (1965) oder der Kaufhof am Marienplatz (1972).

## Gewachsener Großraum: Münchner Stadtlandschaft
Wie bei vielen Großstädten in Deutschland ist in München auch das Umland nicht zuletzt nach dem Zweiten Weltkrieg und nach der Wiedervereinigung stark angewachsen (Ballungsraum), wobei der Zuzug in den Raum München eher überdurchschnittlich war. In vielen Vororten entstanden um die bayerische Landeshauptstadt herum – teils unter der Regie von München aus (etwa 1968 in Taufkirchen) – große Wohngebiete als Neubaugebiete mit hoher Besiedlungsdichte und verbreitet mit Hochhaussiedlungen (zum Beispiel Planie in Puchheim, Siedlung am Jagdfeldring in Haar). Dies geschah vor den Toren der Stadt und bedingte damit im Raum München im weiteren Sinne eine Stadtlandschaft. Dadurch verschiebt sich das Stadtbild Münchens immer mehr in Richtung eines vielgliedrigen städtischen Raumes, mit eingestreuten Baudenkmälern und historischen Ensembles verschiedener Art und Größe (im Außenraum zum Beispiel die Innenstädte von Fürstenfeldbruck und Dachau [mit Schloss]) .

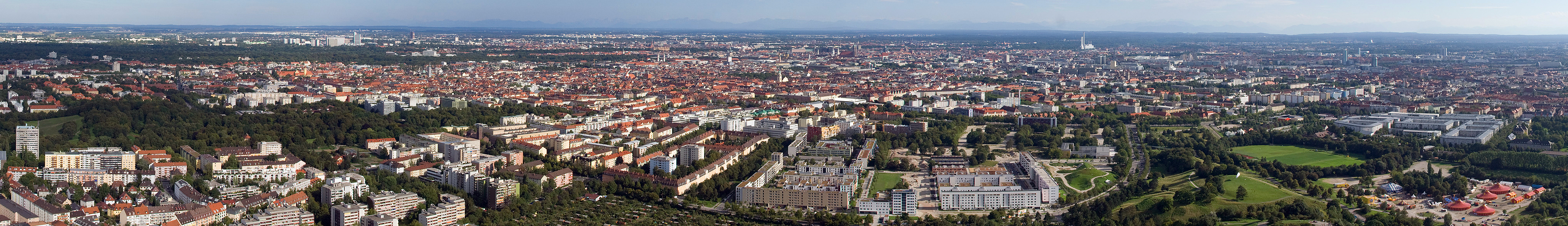
Stadtlandschaft: Trotz enger Bebauung ist München weiträumig gegliedert

Die heute direkt oder indirekt über andere Vororte nahtlos – also im Verlauf der durchgängigen Bebauung ununterscheidbar – mit München verwachsenen, aber eigenständigen Vororte sind Pullach, Grünwald, Neubiberg, Ottobrunn, Riemerling (zu Hohenbrunn gehörig), Haar, Unterföhring, Karlsfeld, Gräfelfing, Krailling, Planegg, Stockdorf (zu Gauting gehörig) und Neuried, mit einer gemeinsamen Bevölkerung von rund 160.000 Einwohnern und einer Gesamteinwohnerzahl mit München zusammen von rund 1,65 Mio. (staatliche Statistik) bzw. über 1,7 Mio. Einwohnern (kommunale Statistik). Zum gesamten urbanen Gebiet München im engeren Sinne (der Abstand der Bebauung der Vororte zu München bzw. zu anderen Vororten beträgt dabei generell unter einem Kilometer) gehören heute über 50 Städte, Gemeinden und Gemeindeteile mit noch einmal zusätzlich rund 400.000 Einwohnern. Das ergibt eine Gesamteinwohnerzahl des ganzen urbanen Gebietes von München von ungefähr 2 Millionen (nur Hauptwohnsitze gerechnet) mit einer in Deutschland überdurchschnittlich hohen Besiedlungsdichte von 5.215 Einwohnern/km² [2019]. Damit lebt heute, nachdem die Stadt seit langem kaum mehr eigene Erweiterungsräume hat, mehr als ein Viertel der Einwohner des engeren Ballungsraumes (urbanes Gebiet) außerhalb der verwaltungsmäßigen Stadtgrenze.
Die Orte des Umlandes sind trotz Betonung ihrer Eigenständigkeit – vielerorts verdeutlicht durch einen Grüngürtel – entsprechend der Tradition meist deutlich nach München mit seinen großen zentralen und wichtigen gesellschaftlichen, kulturellen und Infrastruktureinrichtungen ausgerichtet. So befinden sich für sie etwa auch die meisten größeren Einkaufsmärkte, sowie für die zum Landkreis München gehörenden Gemeinden das Arbeitsamt, Kliniken, das Amtsgericht und die für sie zuständige Landkreisverwaltung heute tatsächlich wie ehedem teils zentral, teils dezentral direkt im Stadtgebiet Münchens. Selbst die städtische Münchner U-Bahn fährt zum Vorort Garching, die Straßenbahn zum Vorort Grünwald. Dieses aber von der Münchner Stadtverwaltung unabhängige Umland hat sich dennoch dabei, zum Beispiel mit seiner lebendigen Kulturszene und den eigens dafür eingerichteten oder neu gebauten Zentren (wie in Puchheim, Fürstenfeldbruck, Dachau, Garching, Ottobrunn), nur in Teilen zu „Schlafstädten“ entwickelt, die sich meist sternförmig entlang der wichtigen Verkehrsachsen (Münchener S-Bahnlinien) bis München aufgereiht haben.
Umgekehrt sind in die näher gelegenen Vororte auch Gebäude von Einrichtungen und wichtigen Betrieben aus der Stadt München aufgrund der hier traditionell beengten Verhältnisse (München ist mit einer Fläche von 311 km² und einer Einwohnerdichte von 4.777/km² [2019] die dichtest bebaute Großstadt Deutschlands) ausgelagert oder gleich dort angesiedelt worden. Zum Beispiel gibt es Standorte der TUM und der LMU in Garching und Martinsried oder den internationalen Medienpark und sogar das Heizkraftwerk Nord der Stadtwerke München in Unterföhring (alle im Landkreis München). Ebenso ignorierte lange auch der Bayerische Rundfunk die Stadtgrenze mit einem Studio in München (Freimann) und einem weiteren nur zwei Kilometer Luftlinie entfernt in der Gemeinde Unterföhring. Ähnlich die LMU mit ihrem Klinikum in München (Großhadern) und ihrem nur einen Kilometer weiter in der Gemeinde Planegg (Martinsried) gelegenen, für die Medizin einschlägigen Campus für Life Sciences. Diese Art der Suburbanisierung ist also in enger räumlicher und teilweise sachlicher Verflechtung mit der Kernstadt geschehen und hat so – auch durch die an Großprojekten wie den U-Bahnbau beteiligte gemeinsame staatliche Regierung verzahnt – zu einer faktischen, nicht nur baulichen Erweiterung des städtischen Gebietes der Kernstadt München geführt, bei gleichzeitiger Wahrung der Eigenständigkeit und eines eigenen Gepräges der Vorstadtgemeinden.
München und sein näheres Umland sind damit heute, bis in die Bausubstanz sichtbar, auf vielfältige Weise charakteristisch verwachsen. Dies trägt zur stärkeren Einheitlichkeit des ansonsten vielgestaltigen Gesamtbildes des urbanen Münchner Raumes bei. Das Bild des gesamten Außengebietes ist dabei von einer einerseits dichten (und das heißt verbreitet auch: hoch gebauten), andererseits vielerorts sehr kleinräumigen Besiedlung, in einem teilweise immer noch erkennbar landwirtschaftlich ausgerichteten Gesamtraum geprägt.
Darüber hinaus besteht zwar ein nicht zu übersehender genereller Zentralismus der Stadt München, mit dem Rathaus, Kreisverwaltungsreferat, Gerichten, Kulturzentrum am Gasteig und anderen Behörden gebündelt an zentralen Orten zumeist im Bereich der alten Königsstadt (siehe oben), zumindest aber innerhalb des Mittleren Rings. Trotzdem machen sich auch alte Traditionen eines eigenständigen Lebens in den vielen im Stadtbild meist als Plätze gestalteten Subzentren der äußeren Stadtviertel Münchens selbst bemerkbar. Diese bestehen mit geschäftlicher, ärztlicher und gastronomischer Infrastruktur und den zugehörigen Gebäuden teilweise seit langem an solchen pulsierenden Orten im täglichen Leben selbstständig fort wie dem Rotkreuzplatz in Neuhausen, der Pasinger „Innenstadt“, dem Orleansplatz in Haidhausen oder der Fürstenrieder Straße im Bereich des Laimer Platzes und vielen anderen. Teilweise wurde dem auch in neuerer Zeit von der Stadtspitze aus offiziell Rechnung getragen – etwa mit baulicher Gestaltung von Plätzen (zum Beispiel Am Harras in Sendling, Münchner Freiheit in Schwabing) und der Einrichtung oder zumindest Unterstützung von Stadtteilkulturhäusern in den Stadtbezirken. Besonders etabliert und renommiert ist hier zum Beispiel die Pasinger Fabrik, mit umgestalteter Front, architektonisch auffällig als einzeln stehendes Gebäude in den Raum platziert das Kulturzentrum Trudering. Die Tendenzen zur Vielgliedrigkeit im Stadtbild Münchens werden auch hier deutlich.

## Regionale traditionelle Gestaltungsmerkmale
Eine gewisse Rolle spielt auch die – anfangs vom bayerischen Herzog geförderte („Bayerisches Reinheitsgebot“) starke Tradition der Braukunst in München. Die typischen, in der Gegenwart noch vorhandenen Brauereigebäude mit ihren heute oft hinter großen Glasfronten sichtbaren Sudkesseln (Würzepfannen) prägen vielerorts das Stadtbild mit ihrer Urwüchsigkeit und Originalität mit (zum Beispiel Augustiner-Bräu am Anfang der Landsberger Straße (München) und Löwenbräu in der Sandstraße), wie auch die Bierkeller mit ihren charakteristischen, meist biedermeierlichen Fassaden (Hofbräuhaus am Platzl, Hofbräukeller, Löwenbräukeller u. a.).

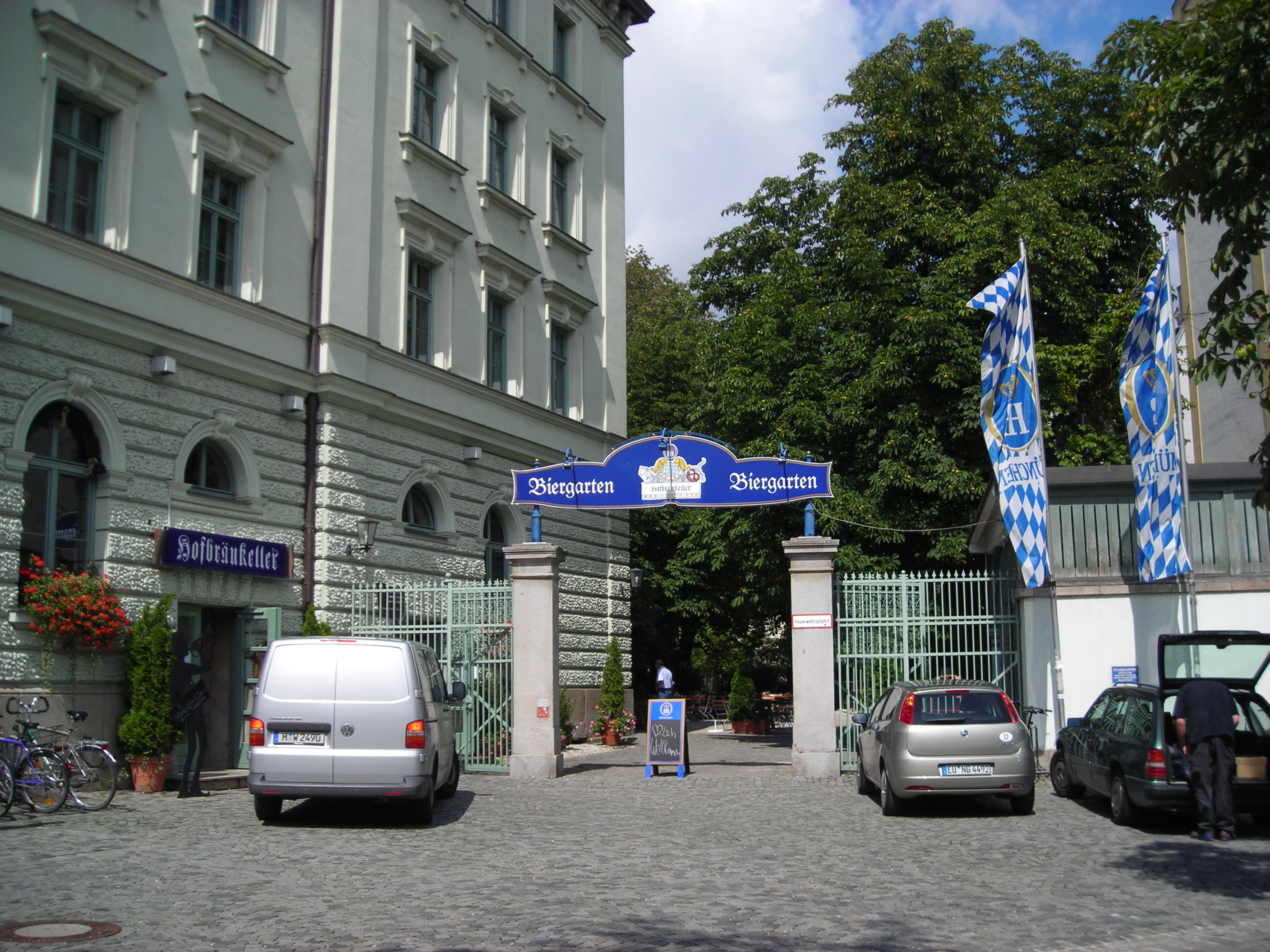
Die Brauerei und Biergartentradition hat in München teilweise bis ins Zentrum ihre Spuren im Stadtbild hinterlassen (im Bild der Hofbräukeller mit dem Eingang zum Biergarten)

Großer Wald- und Auenbesitz der Aristokraten und des Königshauses, wie auch ausgedehnte Ländereien der freien Bauern haben in München eine Tradition von bestehen gelassenen Grünflächen und vor allem von Parks ermöglicht, wenn nicht gleich die Forste als solche blieben. Zu nennen sind etwa die Aubinger Lohe, der Allacher Forst, der Schlosspark Nymphenburg, der Englische Garten, die Maximiliansanlagen und viele mehr, darüber hinaus vor allem im Nordwesten der Stadt auch Ackerflächen, sowie im unmittelbaren Umland der Forstenrieder Park und der Perlacher Forst. Diese Voraussetzungen haben auch die Ansiedlung und den Erhalt von großen Biergärten begünstigt (Gutshof Menterschwaige, Gaststätte Hirschau, Hirschgarten usw.), von noch heute bestehenden traditionellen Wirtschaften (Ratskeller, Schellingsalon und viele andere) und von Ausflugslokalen (zum Beispiel Forsthaus Kasten, Gasthof Hinterbrühl und Aumeister). Dieser Tradition und dem seit langem bestehenden Bedürfnis bei der hohen Siedlungsdichte Münchens „nicht alles zuzubetonieren“, entspricht die Schaffung auch neuer Parks noch in der zweiten Hälfte des 20. Jahrhunderts und bis in die Gegenwart (Olympiapark, Westpark, Ostpark, Riemer Park, Petuelpark, geplanter Park in Freiham), die teilweise auch auf aufgelassenen Industrieflächen angelegt wurden. Für Kleingartenanlagen, die die städtische Bebauung zwar an vielen Stellen unterbrechen, steht dagegen in München mit nur 0,6 Kleingärten auf 100 Einwohner vergleichsweise wenig Platz zur Verfügung.
Insgesamt verleiht diese mehr auf den Naturraum bezogene Ausgestaltung Münchens Stadtbild den Anstrich einer nicht nur dicht versiegelten, sondern zugleich sehr grünen, auch geselligen Stadt.

## Bewertung
Die Entstehung des Münchner Stadtbildes kann durchaus ambivalent gesehen werden. Neben einem stark von der Aristokratie, später dem Geldadel geprägten München der Zentralstadt mit ihren Prachtbauten sowie den ehemals nicht zuletzt auch von der Nobilität ins Leben gerufenen oder geförderten Vorstädten und Orten mit einer neben Gründerzeitvierteln ausgedehnten Villenbebauung („München leuchtete“), steht ein nicht weniger städtisches (nicht-agrarisches) Bild, das aber aus einer alten Tradition ärmerer Schichten herrührt und sich seit langem in oft sehr schlichten und weniger ansehnlichen Bebauungen von einfachen Wohnquartieren niedergeschlagen hat. Wobei sich das Bild im Einzelnen durchaus zugunsten einer Aufwertung verschieben kann (z. B. Haidhausen ist heute längst kein Glasscherbenviertel mehr). Typische bauliche Denkmäler eines selbstbewussten Bürgertums der Handwerker, Kaufleute usw. stehen damit gewissermaßen in München weniger als etwa in den speziell auf dem Bürgertum aufbauenden früheren freien Reichsstädten und heutigen Stadtstaaten im Vordergrund, wenn sie nicht, wie seit der Gründerzeit häufig, sich mit den aristokratischen decken.
Darüber hinaus gibt es in München in die Bausubstanz hineingestreut vielerorts noch ländliche Anklänge eines durch großen Landbesitz, später dann Landverkauf, finanzkräftigen, teilweise bis in die Gegenwart sich durchaus selbstbewusst zeigenden freien Bauerntums, die anderswo eine weniger merkliche Rolle im Stadtbild spielen und die den Eindruck echter typischer Urbanität in München schwächen können („Millionendorf“). Außerdem wird auch die Inhomogenität bei der Entstehung des Stadtbildes beklagt und ein Sammelsurium der Stile, eine „kunterbunte[…] Mischung einzeln für sich stehender Siedlungen unterschiedlichen Charakters“ in München bemängelt.
Das subjektiv heute erlebbare Stadtbild Münchens mit seiner in Teilen prachtvollen mondänen, vielerorts ins eher Idyllisch-Ländliche, manchmal ins Chaotische neigenden Grundcharakteristik mit hektischem Leben an einzelnen zentralen Orten und gewisser Verschlafenheit in Bereichen der Peripherie bis hin zum Bestehenlassen landwirtschaftlicher Flächen in Außenbereichen trotz knapp bemessenem Raum, polarisiert die Ansichten und führt – außer dass man dieser städtebaulichen Prägung vorwirft für ein Lindern der Wohnungsnot ungeeignet zu sein – zu glühendem Verehrertum genauso wie zu vehementer Ablehnung. Der Forderung nach noch größerer baulicher Verdichtung in München, damit so mehr Urbanität im Stadtbild entsteht, wird dabei meist entschieden entgegengetreten.